# Adrien Fourmaux
Adrien Fourmaux (1995. május 3. –) francia raliversenyző. 2025-től a Hyundai Shell Mobis WRT csapat tagja.
Fourmaux 2023-ban megnyerte a brit ralibajnokságot a Ford Fiesta Rally2-ben, valamint a 2023-as szezonban a WRC2-es bajnokságban is részt vett. Fourmaux a 2024-es Svéd ralin érte el első WRC-pódiumát.

## Pályafutása
Fourmaux 2018-ban megnyerte francia ralibajnokság junior kategóriáját, A WRC-ben a 2019-es Monte Carlo Ralin debütált, ahol rögtön megszerezte pályafutása első pontját egy Ford Fiesta R5-tel.
A 2019-es szezonban a Fourmaux teljes támogatást kapott az FFSA- tól, és egy Ford Fiesta R5-ös autóval teljesített a szezont. A Monte Carlo Rallyn és a Wales Rally GB-n a WRC 2 kategóriájában is sikerült a dobogón végezne.
2020-ban Fourmaux-t az M-Sport Ford WRT szerződtette, hogy versenyezzen a WRC-2 -ben.
A 2024-es rali-világbajnokságon az M-Sport Ford WRT csapatának színeiben öt dobogós helyezést szerzett a szezon során, mellyel végül az összetettben az ötödik helyen zárta a vb-t. 

## Eredményei

### Rali-világbajnokság
| Év   | Csapat                  | Autó                  | 1      | 2      | 3      | 4      | 5      | 6      | 7      | 8      | 9      | 10     | 11     | 12     | 13     | 14    | Helyezés | Pont |
| ---- | ----------------------- | --------------------- | ------ | ------ | ------ | ------ | ------ | ------ | ------ | ------ | ------ | ------ | ------ | ------ | ------ | ----- | -------- | ---- |
| 2019 | Adrien Fourmaux         | Ford Fiesta R5        | MON 10 |        |        | FRA 30 | ARG    | CHL    | POR 13 |        |        | GER 23 | TUR    | GBR 15 |        |       | 28.      | 1    |
| 2019 | Adrien Fourmaux         | Ford Fiesta R2        |        | SWE 45 | MEX    |        |        |        |        | ITA 36 | FIN 23 |        |        |        |        |       | 28.      | 1    |
| 2019 | Adrien Fourmaux         | Ford Fiesta R5 Mk. II |        |        |        |        |        |        |        |        |        |        |        |        | ESP 32 | AUS T | 28.      | 1    |
| 2020 | M-Sport Ford WRT        | Ford Fiesta R5 Mk. II | MON 15 | SWE 18 | MEX    | EST 13 | TUR 9  | ITA Ki | MNZ 49 |        |        |        |        |        |        |       | 22.      | 2    |
| 2021 | M-Sport Ford WRT        | Ford Fiesta R5 Mk. II | MON 9  | ARC 48 |        |        | ITA 30 |        | EST 12 |        |        |        |        |        |        |       | 10.      | 42   |
| 2021 | M-Sport Ford WRT        | Ford Fiesta WRC       |        |        | CRO 5  | POR 6  |        | KEN 5  |        | BEL Ki | GRE 7  | FIN 7  | ESP 16 | MNZ 55 |        |       | 10.      | 42   |
| 2022 | M-Sport Ford WRT        | Ford Puma Rally1      | MON Ki | SWE Ki | CRO Ki | POR 9  | ITA Ki | KEN 13 | EST 7  | FIN 18 | BEL Ki | GRE WD | NZL WD | ESP 8  | JPN WD |       | 16.      | 13   |
| 2023 | M-Sport Ford WRT        | Ford Fiesta Rally2    | MON 13 | SWE    | MEX 16 | CRO 12 | POR 15 | ITA Ki | KEN    | EST    | FIN 8  | GRE 11 | CHL    | EUR 8  |        |       | 20.      | 8    |
| 2023 | M-Sport Ford WRT        | Ford Puma Rally1      |        |        |        |        |        |        |        |        |        |        |        |        | JPN Ki |       | 20.      | 8    |
| 2024 | M-Sport Ford WRT        | Ford Puma Rally1      | MON 5  | SWE 3  | KEN 3  | CRO 17 | POR 4  | ITA 14 | POL 3  | LAT 4  | FIN 3  | GRE 21 | CHL 5  | EUR 32 | JPN 3  |       | 5.       | 162  |
| 2025 | Hyundai Shell Mobis WRT | Hyundai i20 N Rally1  | MON 3  | SWE 40 | KEN 16 | ESP 5  | POR Ki | ITA 20 | GRE 3  | EST 5  | FIN Ki | PAR    | CHL    | EUR    | JPN    | SAU   | 7.*      | 71*  |

* A szezon jelenleg is zajlik.